# Caroline Lacroix

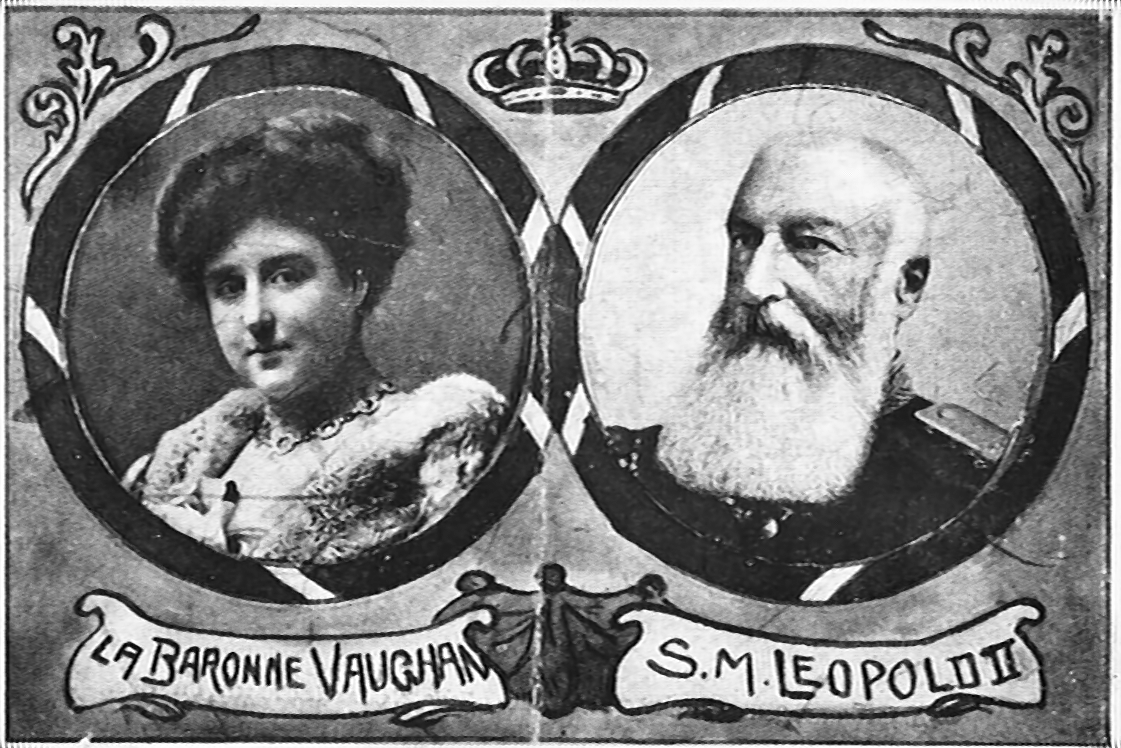
Caroline Lacroix och Leopold II av Belgien.

Blanche Zélia Joséphine Delacroix, mer känd som Caroline Lacroix, född 13 maj 1883 i Bukarest i Rumänien, död 12 februari 1948 i Cambo-les-Bains i Pyrénées-Atlantiques, var en rumänsk-fransk prostituerad som redan under sin livstid blev vida bekant som Leopold II av Belgiens mest kända älskarinna. Förhållandet med Leopold II varade från år 1900 till 1909.

## Biografi
Caroline Lacroix ursprung är oklart, men hon tros ha varit dotter till Jules Lacroix, anställd vid franska legationen i Bukarest i Rumänien. Hon bodde senare i Paris, där hon hade ett förhållande med en före detta fransk officer, Antoine Durrieux, som hade misslyckats med att försörja dem på spel och fungerade som hallick då hon sålde sig till förmögna kunder på Champs Élysées. Det var på detta sätt hon mötte Leopold II.
Caroline Lacroix träffade den då 65-åriga kungen i Paris som 16-åring. De inledde kort därefter en relation som varade till kungens död 1909. Förhållandet var vida känt och omvittnat i pressen redan från början, vilket orsakade skandal. Hon följde med Leopold på hans resor, exempelvis till drottning Viktorias begravning 1901. Förhållandet offentliggjordes dock inte av Leopold förrän efter hans makas död 1902, då Leopold lät uppföra en villa åt henne vid sjön mittemot hans slott Laeken, med en bro emellan. Hon ska fortfarande ha träffat Antoine Durrieux i hemlighet under denna tid. Leopold gav henne stora gåvor, pengar, egendomar och en adelstitel. Hon fick titeln baronessan Vaughan vid födseln av parets första son 1906.
Hon blev mycket impopulär i Belgien och fick öknamnet Reine du Congo (Kongos drottning) då hon mottog pengar som Leopold skaffat genom sitt brutala styre över Kongostaten. Leopolds exploatering av Kongo var internationellt impopulär, och den belgiska allmänheten upprördes av att han spenderade dessa pengar på Lacroix. Tillsammans hade de två söner och gifte sig vid en religiös ceremoni fem dagar före Leopolds frånfälle 1909. Giftermålet blev inte giltigt enligt belgisk lag, eftersom det inte hade kompletterats av en borgerlig ceremoni.
Vid Leopolds död blev Lacroix, tack vare hans testamente, multimiljonär. Med hjälp av Durrieux och personer lojala mot Leopolds vilja kunde hon säkra sin förmögenhet. Leopolds döttrar försökte i åratal efteråt utan framgång få kontroll över hennes pengar genom långdragna rättsprocesser. Hon bosatte sig i Paris och gifte sig 1910 med Antoine Durrieux, som genom äktenskapet kom att kallas världens mest framgångsrika hallick. Paret skilde sig dock strax därpå. 
Caroline Lacroix utgav 1937 sina memoarer.